# Tauraco corythaix

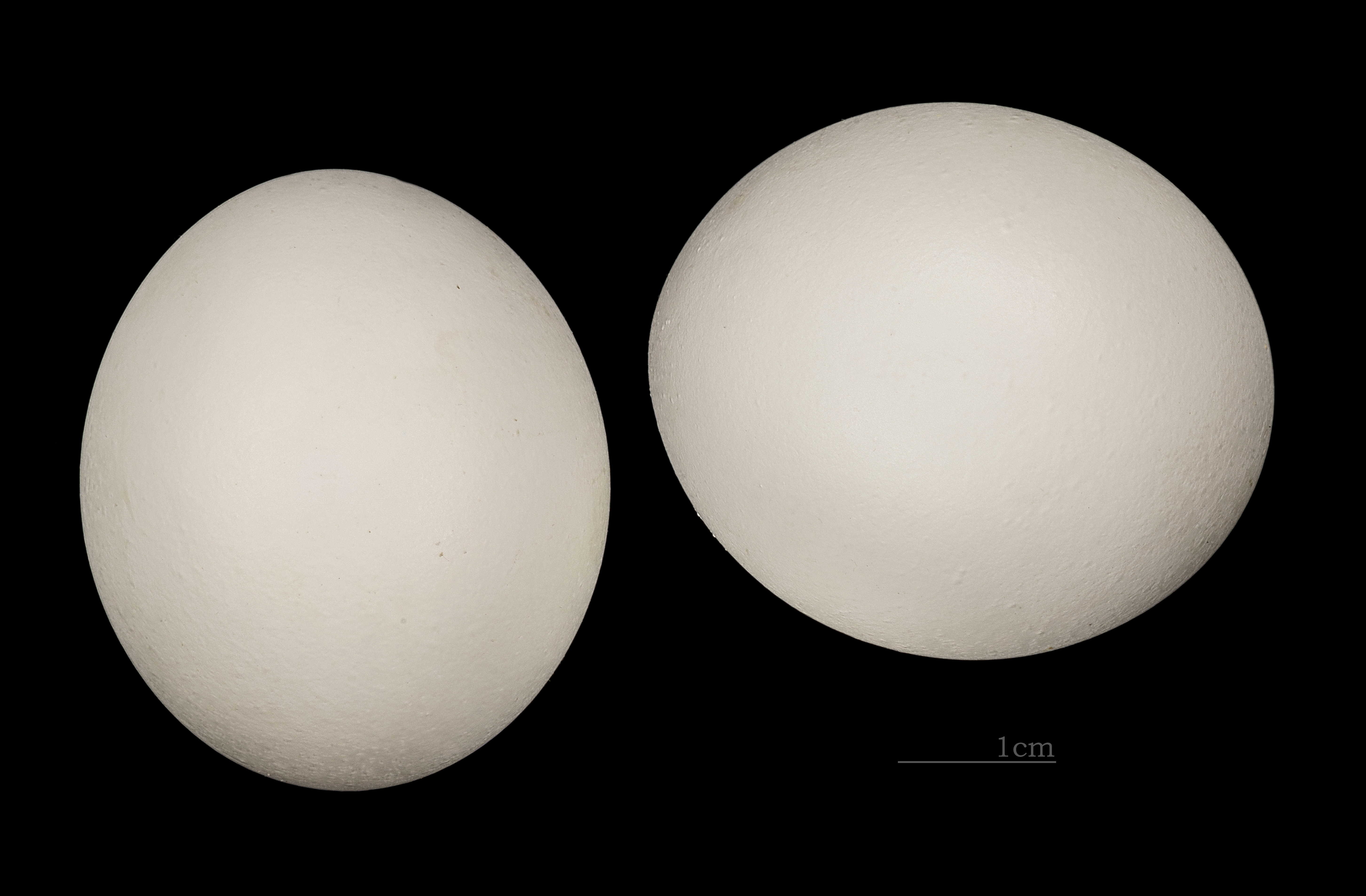
Tauraco corythaix

Tauraco corythaix là một loài chim trong họ Musophagidae.